# Jean-Marc Rivière
Pour les articles homonymes, voir Rivière (homonymie).
Jean-Marc Rivière (né le 14 mai 1968,) est un coureur cycliste français, principalement actif dans les années 1990. Il a notamment remporté une édition du Tour de Nouvelle-Calédonie.

## Palmarès
- 1991
  - 5e étape de l'Essor breton
  - 2e du Tour de Loire-Atlantique
- 1992
  - Tour de Nouvelle-Calédonie
- 1994
  - 3e des Boucles guégonnaises
- 1995
  - 3e du Tour de Nouvelle-Calédonie
- 1997
  - 3e du Tour de Nouvelle-Calédonie
- 1998
  - 2e de Manche-Océan
- 1999
  -  Médaillé d'argent du championnat d'Océanie sur route